# Kotovski (film, 2010)
Kotovski est une mini-série russe réalisée par Stanislav Nazirov et diffusée sur Rossiya 1 de 1er mars 2010 à 4 mars 2010 en huit épisodes de 40 minutes.

## Fiche technique
- Titre original : Kotovski
- Réalisateur : Stanislav Nazirov
- Photographie : Vladimir Volodine
- Scénario : Alexandre Drougov
- Montage : Serhii Shalyhin
- Son : Egor Irodov
- Société de production : Star Media
- Producteur : Alexandre Robak
- Pays d'origine : Russie
- Langue : russe
- Format : Couleur - 35 mm - 1,33:1 - Mono
- Durée : 8 épisodes de 40 minutes
- Genre : Film d'aventures, film biographique
- Date de sortie :  Russie : 1er mars 2010

## Distribution
- Vladislav Galkine : Grigori Kotovski
- Ivan Stebounov : Alexeï Zilberg
- Marina Alexandrova : Anna
- Aleksey Gorbounov : Pouchkarev, social-révolutionnaire